# Comuna Berezovo, Hust
Berezovo (în ucraineană Березово) este o comună în raionul Hust, regiunea Transcarpatia, Ucraina, formată din satele Berezovo (reședința), Honțoș și Reapid.

## Demografie
Componența lingvistică a comunei Berezovo
     Ucraineană (99,31%)
     Alte limbi (0,69%)
Conform recensământului din 2001, majoritatea populației comunei Berezovo era vorbitoare de ucraineană (99,31%), existând în minoritate și vorbitori de alte limbi.